# Fauverney
Fauverney és un municipi francès, situat al departament de la Costa d'Or i a la regió de Borgonya - Franc Comtat. L'any 2007 tenia 698 habitants.

## Demografia

### Població
El 2007 la població de fet de Fauverney era de 698 persones. Hi havia 255 famílies, de les quals 49 eren unipersonals (8 homes vivint sols i 41 dones vivint soles), 97 parelles sense fills, 85 parelles amb fills i 24 famílies monoparentals amb fills.
La població ha evolucionat segons el següent gràfic:
Habitants censats

### Habitatges
El 2007 hi havia 272 habitatges, 255 eren l'habitatge principal de la família, 7 eren segones residències i 10 estaven desocupats. 242 eren cases i 31 eren apartaments. Dels 255 habitatges principals, 211 estaven ocupats pels seus propietaris, 38 estaven llogats i ocupats pels llogaters i 6 estaven cedits a títol gratuït; 3 tenien una cambra, 12 en tenien dues, 25 en tenien tres, 54 en tenien quatre i 160 en tenien cinc o més. 216 habitatges disposaven pel capbaix d'una plaça de pàrquing. A 104 habitatges hi havia un automòbil i a 140 n'hi havia dos o més.

### Piràmide de població
La piràmide de població per edats i sexe el 2009 era:
| Homes | Edats   | Dones |
| ----- | ------- | ----- |
| 0     | 95 o +  | 1     |
| 1     | 90 a 94 | 2     |
| 4     | 85 a 89 | 6     |
| 6     | 80 a 84 | 3     |
| 5     | 75 a 79 | 13    |
| 13    | 70 a 74 | 7     |
| 10    | 65 a 69 | 11    |
| 13    | 60 a 64 | 14    |
| 12    | 55 a 59 | 16    |
| 22    | 50 a 54 | 19    |
| 31    | 45 a 49 | 29    |
| 25    | 40 a 44 | 27    |
| 31    | 35 a 39 | 30    |
| 22    | 30 a 34 | 23    |
| 16    | 25 a 29 | 17    |
| 14    | 20 a 24 | 12    |
| 19    | 15 a 19 | 20    |
| 21    | 10 a 14 | 28    |
| 28    | 5 a 9   | 32    |
| 28    | 0 a 4   | 14    |

## Economia
El 2007 la població en edat de treballar era de 464 persones, 368 eren actives i 96 eren inactives. De les 368 persones actives 344 estaven ocupades (164 homes i 180 dones) i 24 estaven aturades (10 homes i 14 dones). De les 96 persones inactives 40 estaven jubilades, 40 estaven estudiant i 16 estaven classificades com a «altres inactius».

### Ingressos
El 2009 a Fauverney hi havia 247 unitats fiscals que integraven 656,5 persones, la mediana anual d'ingressos fiscals per persona era de 23.389 €.

### Activitats econòmiques
Dels 21 establiments que hi havia el 2007, 1 era d'una empresa extractiva, 6 d'empreses de construcció, 3 d'empreses de comerç i reparació d'automòbils, 2 d'empreses de transport, 1 d'una empresa d'hostatgeria i restauració, 1 d'una empresa d'informació i comunicació, 2 d'empreses immobiliàries, 3 d'empreses de serveis i 2 d'entitats de l'administració pública.
Dels 7 establiments de servei als particulars que hi havia el 2009, 2 eren guixaires pintors, 1 fusteria, 2 lampisteries, 1 restaurant i 1 agència immobiliària.
Dels 2 establiments comercials que hi havia el 2009, 1 era una gran superfície de material de bricolatge i 1 una fleca.
L'any 2000 a Fauverney hi havia 9 explotacions agrícoles que ocupaven un total de 560 hectàrees.

## Equipaments sanitaris i escolars
El 2009 hi havia una escola elemental.

## Poblacions més properes
El següent diagrama mostra les poblacions més properes.